# OpenStack
OpenStack is een opensource cloudplatform dat wordt aangeboden als infrastructure as a service (IaaS).

## Beschrijving
De eerste versie van OpenStack verscheen op 21 oktober 2010 en was een initiatief van Rackspace Hosting en NASA. Vanaf 2012 werd het project beheerd door de OpenStack Foundation. In 2021 werd deze organisatie hernoemd naar de Open Infrastructure Foundation.
Het cloudplatform bestaat uit verschillende onderdelen voor de aansturing van computerbronnen, zoals verwerking, opslag en netwerken. Gebruikers kunnen deze bronnen instellen via een webinterface, command-line-interface of RESTful webservices.
In 2018 werd bekend dat ruim 500 bedrijven zich bij het project hebben aangesloten.

## Opzet
De opzet van het project was om organisaties te helpen met het aanbieden van clouddiensten op standaard computerhardware. Het platform moest eenvoudig configureerbaar zijn en vooral schaalbaar, zodat het systeem eenvoudig aan de vraag kan worden aangepast.

## Onderdelen

OpenStack bevat diverse modulaire onderdelen:
- Nova, voorziet in verwerking
- Neutron, een module voor netwerkvoorzieningen
- Cinder, een onderdeel voor opslag
- Keystone, voor authenticatie van gebruikers
- Glance, voor het uploaden en delen van databronnen
- Swift, een onderdeel voor object- en cloudopslag
- Horizon, een dashboard voor het tonen van parameters
- Heat, voor orkestratie van cloudtoepassingen
- Mistral, voorziet in het beheer van workflows
- Ceilometer, een module voor telemetrie (metingen)
- Trove, een databasemodule
- Sahara, voorziet in Hadoop-clusters
- Ironic, een module voor het aanbieden van bare-metal-machines
- Zaqar, een module voor een berichtendienst
- Manila, een gedeeld bestandssysteem
- Designate, een onderdeel voor het beheer van DNS
- Searchlight, een zoekfunctie (niet langer onderhouden)
- Barbican, een REST API voor beveiligde opslag, provisioning en beheer
- Magnum, een module voor het beheer van containerobjecten
- Vitrage, een onderdeel voor oorzaakanalyse
- Aodh, kan acties ondernemen bij bepaalde criteria, bijvoorbeeld in Ceilometer

## Bekende gebruikers
Enkele bekende gebruikers van OpenStack zijn onder meer: BBC, BMW, CERN, eBay, Huawei, Intel, NASA, PayPal, Sony, Spil Games, Volkswagen en Wikimedia Cloud Services.